# Gonzalo Pizarro
Gonzalo Pizarro, född cirka 1502 i Trujillo, Extremadura, Spanien, död 1548, var en spansk conquistador. 
Han deltog i sin äldre halvbroders , Francisco Pizzaro, erövring av Inkariket på 1530-talet. Hans våldtäkt på drottning Cura Ocllo utlöste Manco Inca Yupanquis uppror mot spanjorerna. 
Gonzalo Pizarro blev guvernör i Quito. Därifrån ledde han 1541 en expedition österut som mötte stora strapatser. Hans främste medjälpare Francisco de Orellana ledde en mindre grupp som nådde Amazonfloden och tog sig ner till mynningen i Atlanten. Pizarro vände åter och nådde med få överlevande tillbaka till Quito 1542. Då var hans bror Francisco mördad och Spanien försökte ta ett stadigare grepp om styret över kolonin genom att inrätta Vicekungadömet Peru.
På den nya guvernörens, Cristóbal Vaca de Castro, begäran avgick Pizarro som guvernör över Quito och drog sig tillbaka till sina stora gods i Charcas i nuvarande Bolivia. Efter att Castro återställt ordningen i kolonin återvände han till Spanien och ersattes av vicekungen Vasco Nuñes de Vela. När denne införde lagstiftning för humanare behandling av indianerna, Leyes nuevas de indias, gjorde conquistadorerna uppror. Gonzalo Pizarro ledde motståndet mot spanska staten i det inbördeskrig som bröt ut. Han besegrade de kungliga trupperna i slaget vid Anaquito den 18 januari 1546. Nuñes de Vela stupade. Gonzalo Pizarro proklamerades nu i Lima av den segrande hären till ståthållare över hela Peru. Spaniens ny utsände var Pedro de la Gasca. Med vältalighet, gåvor och löften om framtida fördelar lyckades han vinna över flottan och en del av hären till sig. Cuzco och en stor del av landet förklarade sig stödja den kungliga saken. När slutligen, den 9 april 1548, de båda härarna möttes i Xaquixaguanan-dalen, cirka 30 kilometer från Cuzco, gick största delen av Gonzalo Pizarros trupper över till den kungliga sidan. Han måste ge sig fången och halshöggs direkt ute på slagfältet.